# Tocro de Ballivián
El tocro de Ballivián (Odontophorus balliviani) és una espècie d'ocell de la família dels odontofòrids (Odontophoridae) que habita la selva humida dels Andes, al sud-est del Perú i l'oest i centre de Bolívia.